# Рыбаков, Кирилл Николаевич
Кири́лл Никола́евич Рыбако́в (11 мая 1969, Москва) — советский и российский футболист, нападающий.

## Биография
Воспитанник школы московского «Динамо», ещё до окончания СДЮШОР, с мая 1985 года начал выступать за дубль команды. Всего провёл 114 матчей и забил 24 гола. В матчах основного состава участвовал на Кубок Федерации. Из-за высокой конкуренции в главной команде летом 1989 года принял решение перейти в «Локомотив». В январе 1990 года на тренировке Рыбаков получил серьёзную травму — надрыв внутренних боковых связок и пропустил всю предсезонную подготовку. По итогам сезона вместе с командой вышел в Высшую лигу, но в следующем сезоне перешёл в московский «Асмарал», выступавший в центральной зоне Второй лиги под руководством К. И. Бескова. В конце 1991 года Рыбакову сделали очередную операцию — вырезали мениск.
В 1993 году Рыбаков вернулся в «Динамо». Однако, хронические травмы и плоскостопие не позволили ему полностью раскрыться, он перестал попадать в основной состав и в конце 1995 году на один сезон уехал в польскую команду «Стомил» Ольштин. Затем Рыбаков длительное время не играл и пытался забрать свой трансферт. В 1999 году играл за молдавский «Зимбру» Кишинёв.
В мае 2000 года играл за спортивный клуб «Дубай» (Объединённые Арабские Эмираты), где провёл 10 месяцев. В июне-июле 2001 года выступал за белорусский клуб «Славия» из города Мозырь.
В конце 2001 года закончил карьеру игрока и по данным на февраль 2009 года работал детским тренером в московской ДЮСШ № 57 «Крылья Советов».